# Nephthea erecta
Nephthea erecta är en korallart som beskrevs av Kükenthal 1903. Nephthea erecta ingår i släktet Nephthea och familjen Nephtheidae. Inga underarter finns listade i Catalogue of Life.